# Marta Mompart i Izquierdo
Marta Mompart i Izquierdo (Caldes de Montbui, Vallès Oriental, 18 de gener de 1990) és una jugadora d'hoquei sobre patins catalana, ja retirada.
Formada al Club Hoquei Caldes, va jugar posteriorment al Club Patí Vic, Club Patí Voltregà, aconseguint una Lliga catalana la temporada 2008-09, i l'SFERIC Terrassa. Internacional amb la selecció catalana d'hoquei sobre patins, va proclamar-se campiona de la Copa Amèrica de 2011 i va aconseguir el subcampionat de 2010. Amb la selecció espanyola, va aconseguir el Campionat d'Europa sub-18, sub-19 i sub-20. Amb l'absoluta, va aconseguir un subcampionat del Món el 2006, i una medalla d'argent el 2007 i de bronze el 2005 als Campionats d'Europa. Va retirar-se al final de la temporada 2013-14. Posteriorment ha exercit com a professora d'educació física, entrenadora personal i mànager de club de fitness.
Entre d'altres guardons, va rebre el premi Reconeixement al mèrit esportiu assolit femení de la II Nit de l'Esport de Caldes de Montbui el setembre 2008.

## Palmarès
Clubs
- 1 Lliga catalana d'hoquei sobre patins femenina: 2008-09

Selecció catalana
- 1 medalla d'or a la Copa Amèrica d'hoquei sobre patins: 2011
- 1 medalla d'argent a la Copa Amèrica d'hoquei sobre patins: 2010

Selecció espanyola
- 1 medalla d'argent al Campionat del Món d'hoquei patins femení: 2006
- 1 medalla d'argent al Campionat d'Europa d'hoquei patins femení: 2007
- 1 medalla de bronze al Campionat d'Europa d'hoquei patins femení: 2005